# Spenglerův pohár 2010
84. ročník Spenglerova poháru se uskutečnil mezi 26. a 31. prosincem 2010 ve švýcarském Davosu. Vítězem se stal tým SKA Petrohrad.

## Účastníci
Do tohoto ročníku byly pozvány následující týmy:
- Kanada – tým složený z Kanaďanů hrajících v Evropě
- HC Davos – hostitel
- HC Servette Ženeva
- SKA Petrohrad
- HC Sparta Praha
- HK Spartak Moskva

## Základní část
|  | Postup do semifinále  |
|  | Postup do čtvrtfinále |

### Torrianiho skupina
| Tým                | Z | V | VP | PP | P | VG | IG | B |
| ------------------ | - | - | -- | -- | - | -- | -- | - |
| SKA Petrohrad      | 2 | 2 | 0  | 0  | 0 | 7  | 2  | 6 |
| HC Servette Ženeva | 2 | 1 | 0  | 0  | 1 | 5  | 6  | 3 |
| HC Sparta Praha    | 2 | 0 | 0  | 0  | 2 | 4  | 8  | 0 |

| 26. prosince 2010 15:00 | HC Servette Ženeva | 1–3 (1–1, 0–0, 0–2) | SKA Petrohrad | Vaillant Arena Návštěvnost: 6 432 |  |

| Report                                      |                                             |          | |                                         |
| Tobias Stephan Federico Tamo                | Tobias Stephan Federico Tamo                | Brankáři | Maxim Sokolov Jakub Štěpánek | Rozhodčí: Vladimír Baluška Brent Reiber |
| G. Bezina (M. Trachsler, F. Randegger) - 7' | G. Bezina (M. Trachsler, F. Randegger) - 7' |          | 4' – A. Jašin (M. Sušinskiij), T. Mårtensson) 41' – A. Jašin (T. Mårtensson, M. Sušinskij) 58' – T. Mårtensson (M. Sušinskij, A. Jašin) | Rozhodčí: Vladimír Baluška Brent Reiber |
| 6 min                                       | 6 min                                       | Tresty   | 10 min | Rozhodčí: Vladimír Baluška Brent Reiber |

| 27. prosince 2010 15:00 | HC Sparta Praha | 3–4 (0–0, 2–2, 1–2) | HC Servette Ženeva | Vaillant Arena Návštěvnost: 5 782 |  |

| Report                                                                                  |                                                                                         |          | |                                            |
| Tomáš Pöpperle                                                                          | Tomáš Pöpperle                                                                          | Brankáři | Tobias Stephan | Rozhodčí: Vladimír Baluška Ghislain Hébert |
| T. Kůrka (D. Výborný) – 30' Y. Treille – 40' (PP) F. Du Bois (P. Ton, O. Kratěna) – 42' | T. Kůrka (D. Výborný) – 30' Y. Treille – 40' (PP) F. Du Bois (P. Ton, O. Kratěna) – 42' |          | 34' – F. Randegger (J. Hennessy) 37' – D.Fritsche (G. Bezina, R. Park) (PP) 45' – J. Hennessy (T. Savary) (PP) 47' – T. Savary (T. Salmelainen) | Rozhodčí: Vladimír Baluška Ghislain Hébert |
| 8 min                                                                                   | 8 min                                                                                   | Tresty   | 8 min | Rozhodčí: Vladimír Baluška Ghislain Hébert |

| 28. prosince 2010 15:00 | SKA Petrohrad | 4–1 (2–1, 1–0, 1–0) | HC Sparta Praha | Vaillant Arena Návštěvnost: 6 148 |  |

| Report | |          |                              |                                      |
| Jakub Štěpánek | Jakub Štěpánek | Brankáři | Thomas Bäumle                | Rozhodčí: Danny Kurmann Brent Reiber |
| T. Mårtensson (A. Jašin) – 18' M. Rybin (SH) – 18' G. Klimenko (A. Semjonov) – 31' M. Weinhandl (A. Jašin, M. Sušinskij) (PP) – 54' | T. Mårtensson (A. Jašin) – 18' M. Rybin (SH) – 18' G. Klimenko (A. Semjonov) – 31' M. Weinhandl (A. Jašin, M. Sušinskij) (PP) – 54' |          | 14' – P. Kafka (M. Bartánus) | Rozhodčí: Danny Kurmann Brent Reiber |
| 18 min | 18 min | Tresty   | 10 min                       | Rozhodčí: Danny Kurmann Brent Reiber |

### Cattiniho skupina
| Tým               | Z | V | VP | PP | P | VG | IG | B |
| ----------------- | - | - | -- | -- | - | -- | -- | - |
| HC Davos          | 2 | 2 | 0  | 0  | 0 | 7  | 4  | 6 |
| Kanada            | 2 | 1 | 0  | 0  | 1 | 8  | 4  | 3 |
| HK Spartak Moskva | 2 | 0 | 0  | 0  | 2 | 3  | 10 | 0 |

| 26. prosince 2010 20:15 | HC Davos | 4–2 (2–0, 0–2, 2–0) | HK Spartak Moskva | Vaillant Arena Návštěvnost: 6 432 |  |

| Report | |          |                                                                                                |                                         |
| Leonardo Genoni Reto Berra | Leonardo Genoni Reto Berra | Brankáři | Alexej Jakin Dominik Hašek                                                                     | Rozhodčí: Ghislain Hébert Danny Kurmann |
| R. von Arx (P. Guggisberg, P. Tatíček) – 6' R. von Arx (P. Tatíček) – 11' P. Sýkora (B. Forster, R. von Arx) (PP) – 48' P. Tatíček (P. Guggisberg, R. von Arx) – 54' | R. von Arx (P. Guggisberg, P. Tatíček) – 6' R. von Arx (P. Tatíček) – 11' P. Sýkora (B. Forster, R. von Arx) (PP) – 48' P. Tatíček (P. Guggisberg, R. von Arx) – 54' |          | 27' – Š. Ružička (B. Radivojevič, G. Želďakov) (SH) 32' – K. Kňazev (M. Rjazanov, J. Lapenkov) | Rozhodčí: Ghislain Hébert Danny Kurmann |
| 12 min | 12 min | Tresty   | 16 min                                                                                         | Rozhodčí: Ghislain Hébert Danny Kurmann |

| 27. prosince 2010 20:15 | Kanada | 6–1 (0–0, 3–0, 3–1) | HK Spartak Moskva | Vaillant Arena Návštěvnost: 6 432 |  |

| Report | |          |                                             |                                          |
| Jeff Deslauriers | Jeff Deslauriers | Brankáři | Dominik Hašek                               | Rozhodčí: Brent Reiber Stéphane Rochette |
| M. Kariya (Cu. Murphy, J. Kwiatkowski) (PP) – 22' Y. Lehoux (G. Metropolit) (PP) – 34' M. Dupont (T. Roche) (PP) – 35' E. Landry (J. Kwiatkowski, B. Brooks) – 47' J. Holden (S. Aubin) – 56' G. Metropolit (M. Dupont, B. McLean) – 57' | M. Kariya (Cu. Murphy, J. Kwiatkowski) (PP) – 22' Y. Lehoux (G. Metropolit) (PP) – 34' M. Dupont (T. Roche) (PP) – 35' E. Landry (J. Kwiatkowski, B. Brooks) – 47' J. Holden (S. Aubin) – 56' G. Metropolit (M. Dupont, B. McLean) – 57' |          | 57' – M. Junkov (R. Ljuduščin, A. Suglobov) | Rozhodčí: Brent Reiber Stéphane Rochette |
| 18 min | 18 min | Tresty   | 16 min                                      | Rozhodčí: Brent Reiber Stéphane Rochette |

| 28. prosince 2010 20:15 | HC Davos | 3–2 (1–0, 2–2, 0–0) | Kanada | Vaillant Arena Návštěvnost: 6 432 |  |

| Report                                                                                               | |          |                                                                  |                                              |
| Reto Berra                                                                                           | Reto Berra                                                                                           | Brankáři | Jeff Deslauriers                                                 | Rozhodčí: Vladimír Baluška Stéphane Rochette |
| S. Rizzi (D. Wieser, R. von Arx) – 2' P. Tatíček (P. Guggisberg) – 24' G. Sciaroni (P. Sýkora) – 31' | S. Rizzi (D. Wieser, R. von Arx) – 2' P. Tatíček (P. Guggisberg) – 24' G. Sciaroni (P. Sýkora) – 31' |          | 22' – Y. Lehoux (B. McLean) (PP) 35' – T. Roche (Y. Lehoux) (PP) | Rozhodčí: Vladimír Baluška Stéphane Rochette |
| 14 min                                                                                               | 14 min                                                                                               | Tresty   | 16 min                                                           | Rozhodčí: Vladimír Baluška Stéphane Rochette |

## Play off

### Čtvrtfinále
| 29. prosince 2010 15:00 | HC Servette Ženeva | 2–0 (2–0, 0–0, 0–0) | HK Spartak Moskva | Vaillant Arena Návštěvnost: 5 355 |  |

| Report                                                                        |                |          |               |                                             |
| Tobias Stephan                                                                | Tobias Stephan | Brankáři | Dominik Hašek | Rozhodčí: Ghislain Hébert Stéphane Rochette |
| D. Fritsche (J. Toms, R. Park) – 11' R. Park (B. Pothier, J. Toms) (PP) – 18' |                |          |               | Rozhodčí: Ghislain Hébert Stéphane Rochette |
| 16 min                                                                        | 16 min         | Tresty   | 16 min        | Rozhodčí: Ghislain Hébert Stéphane Rochette |

| 29. prosince 2010 20:15 | Kanada | 4 – 3 P (1–0, 2–3, 0–0, 1–0) | HC Sparta Praha | Vaillant Arena Návštěvnost: 5 574 |  |

| Report | |          | |                                          |
| Jeff Deslauriers | Jeff Deslauriers | Brankáři | Tomáš Pöpperle | Rozhodčí: Vladimír Baluška Danny Kurmann |
| J.-P. Vigier (G. Metropolit, Co. Murphy) – 11' D. Pittis (M. Bell, M. Dupont) (PP) – 22' B. Bell (G. Metropolit, B. McLean) – 32' M. Dupont (Co. Murphy) (PP) – 64' | J.-P. Vigier (G. Metropolit, Co. Murphy) – 11' D. Pittis (M. Bell, M. Dupont) (PP) – 22' B. Bell (G. Metropolit, B. McLean) – 32' M. Dupont (Co. Murphy) (PP) – 64' |          | 28' – E. Peter (R. Smoleňák, T. Kůrka) 34' – E. Peter (R. Smoleňák, P. Macholda) 37' – D. Výborný (J. Hanzlík, P. Macholda) (PP) | Rozhodčí: Vladimír Baluška Danny Kurmann |
| 8 min | 8 min | Tresty   | 10 min | Rozhodčí: Vladimír Baluška Danny Kurmann |

### Semifinále
| 30. prosince 2010 15:00 | SKA Petrohrad | 4 – 3 P (0–3, 3–0, 0–0, 1–0) | HC Servette Ženeva | Vaillant Arena Návštěvnost: 6 015 |  |

| Report                                                                            |                                                                                   |          |                                                                                    |                                        |
| Maxim Sokolov Jakub Štěpánek                                                      | Maxim Sokolov Jakub Štěpánek                                                      | Brankáři | Tobias Stephan                                                                     | Rozhodčí: Ghislain Hébert Brent Reiber |
| J. Franssen – 24' D. Denisov (A. But) – 26' T. Mårtensson (PP) – 36' A. But – 62' | J. Franssen – 24' D. Denisov (A. But) – 26' T. Mårtensson (PP) – 36' A. But – 62' |          | 11' – R. Park (G. Bezina) (PP) 14' – J. Toms (R. Park) 18' – T. Déruns (P. Savary) | Rozhodčí: Ghislain Hébert Brent Reiber |
| 12 min                                                                            | 12 min                                                                            | Tresty   | 8 min                                                                              | Rozhodčí: Ghislain Hébert Brent Reiber |

| 30. prosince 2010 20:15 | HC Davos | 0–4 (0–1, 0–2, 0–1) | Kanada | Vaillant Arena Návštěvnost: 6 432 |  |

| Report          |                 |          | |                                           |
| Leonardo Genoni | Leonardo Genoni | Brankáři | Jeff Deslauriers | Rozhodčí: Danny Kurmann Stéphane Rochette |
|                 |                 |          | 15' – J. Holden (B. Down) 37' – M. Bell (G. Metropolit, D. Pittis) 38' – J.-P. Vigier 50' – P. Pelletier (J.-P. Vigier, D. Westcott) (SH) | Rozhodčí: Danny Kurmann Stéphane Rochette |
| 10 min          | 10 min          | Tresty   | 12 min | Rozhodčí: Danny Kurmann Stéphane Rochette |

### Finále
| 31. prosince 2010 12:00 | SKA Petrohrad | 4–3 (1–0, 2–1, 1–2) | Kanada | Vaillant Arena Návštěvnost: 6 432 |  |

| Report | |          | |                                            |
| Jakub Štěpánek | Jakub Štěpánek | Brankáři | Jeff Deslauriers                                                                                    | Rozhodčí: Vladimír Baluška Ghislain Hébert |
| M. Sušinskij (T. Mårtensson) – 11' A. Jašin (M. Sušinskij, M. Weinhandl) (PP) – 31' M. Afinogenov (E. Arťuchin, J. Fransson) – 35' M. Sušinskij (ENG) – 59' | M. Sušinskij (T. Mårtensson) – 11' A. Jašin (M. Sušinskij, M. Weinhandl) (PP) – 31' M. Afinogenov (E. Arťuchin, J. Fransson) – 35' M. Sušinskij (ENG) – 59' |          | 27' – M. Dupont (D. Pittis) 59' – B. McLean (M. Iggulden, B. Bell) (PP) 60' – J. Holden (B. McLean) | Rozhodčí: Vladimír Baluška Ghislain Hébert |
| 12 min | 12 min | Tresty   | 12 min                                                                                              | Rozhodčí: Vladimír Baluška Ghislain Hébert |